# Wolfgang Berkefeld
Wolfgang Berkefeld (* 14. Februar 1910 in Magdeburg; † 1972 in Hamburg) war ein deutscher Wissenschaftspublizist.
Berkefeld wurde 1910 als Sohn des Mittelschullehrers Hermann Berkefeld geboren. Nach dem Besuch des dortigen König-Wilhelms-Gymnasiums studierte er in Halle und Berlin Philosophie, Geschichte und neuere Sprachen. 1935 promovierte er bei Paul Menzer an der Universität Halle mit Untersuchungen zur Theorie der Schauspielkunst auf dem Boden der Forschungen von Ludwig Klages zum Dr. phil. Als Wissenschaftspublizist lieferte er Beiträge für die Zeitschriften Westermanns Monatshefte, Sonntagsblatt (Hamburg), Radius, Die Neue Gesellschaft und Deutsche Rundschau.
Die nachfolgende Reproduktion entstammt der Broschüre »Sonntagsblatt 1948 – 1958« anlässlich des 10-jährigen Bestehens der Wochenzeitung in Hamburg.